# Dudy Puszczańskie (gromada)
Dudy Puszczańskie – dawna gromada, czyli najmniejsza jednostka podziału terytorialnego Polskiej Rzeczypospolitej Ludowej w latach 1954–1972.
Gromady, z gromadzkimi radami narodowymi (GRN) jako organami władzy najniższego stopnia na wsi, funkcjonowały od reformy reorganizującej administrację wiejską przeprowadzonej jesienią 1954 do momentu ich zniesienia z dniem 1 stycznia 1973, tym samym wypierając organizację gminną w latach 1954–1972.
Gromadę Dudy Puszczańskie z siedzibą GRN w Dudach Puszczańskich utworzono – jako jedną z 8759 gromad w Polsce – w powiecie kolneńskim w woj. białostockim, na mocy uchwały nr 17/V WRN w Białymstoku z dnia 4 października 1954. W skład jednostki weszły obszary dotychczasowych gromad Dudy Puszczańskie, Warmiak, Antonia, Grądzkie i Tyczek ze zniesionej gminy Łyse w tymże powiecie oraz obszar dotychczasowej gromady Antonia ze zniesionej gminy Myszyniec w powiecie ostrołęckim w woj. warszawskim. W skład gromady weszły zatem dwie wsie o nazwie Antonia. Dla gromady ustalono 10 członków gromadzkiej rady narodowej.
29 lutego 1956 z gromady Dudy Puszczańskie wyłączono część obszaru wsi Tyczek o powierzchni 43,38 ha stanowiącą kolonię Worek włączając ją do gromady Łyse w tymże powiecie; z gromady Dudy Puszczańskie wyłączono także wieś Antonia włączając ją do gromady Dąbrowy w powiecie ostrołęckim w woj. warszawskim (przez co w gromadzie pozostało już jedna Antonia).
31 grudnia 1959 gromadę Dudy Puszczańskie zniesiono, włączając jej obszar do gromad Zalas (wsie Dudy Puszczańskie, Grądzkie, Antonia i Warmiak, kolonię Warmiak-Małobudy i leśniczówkę Na Stefanowie oraz obszar lasów państwowych N-ctwa Lipniki obejmujący oddziały 1—25, 27—36, 38—45 i 49—53) i Łyse (wieś Tyczek i kolonię Tyczek-Nosek oraz przyległy obszar lasów państwowych N-ctwa Lipniki o powierzchni ogólnej 125 ha).